# Fibrose
A ne pas confondre avec fibrome et myome

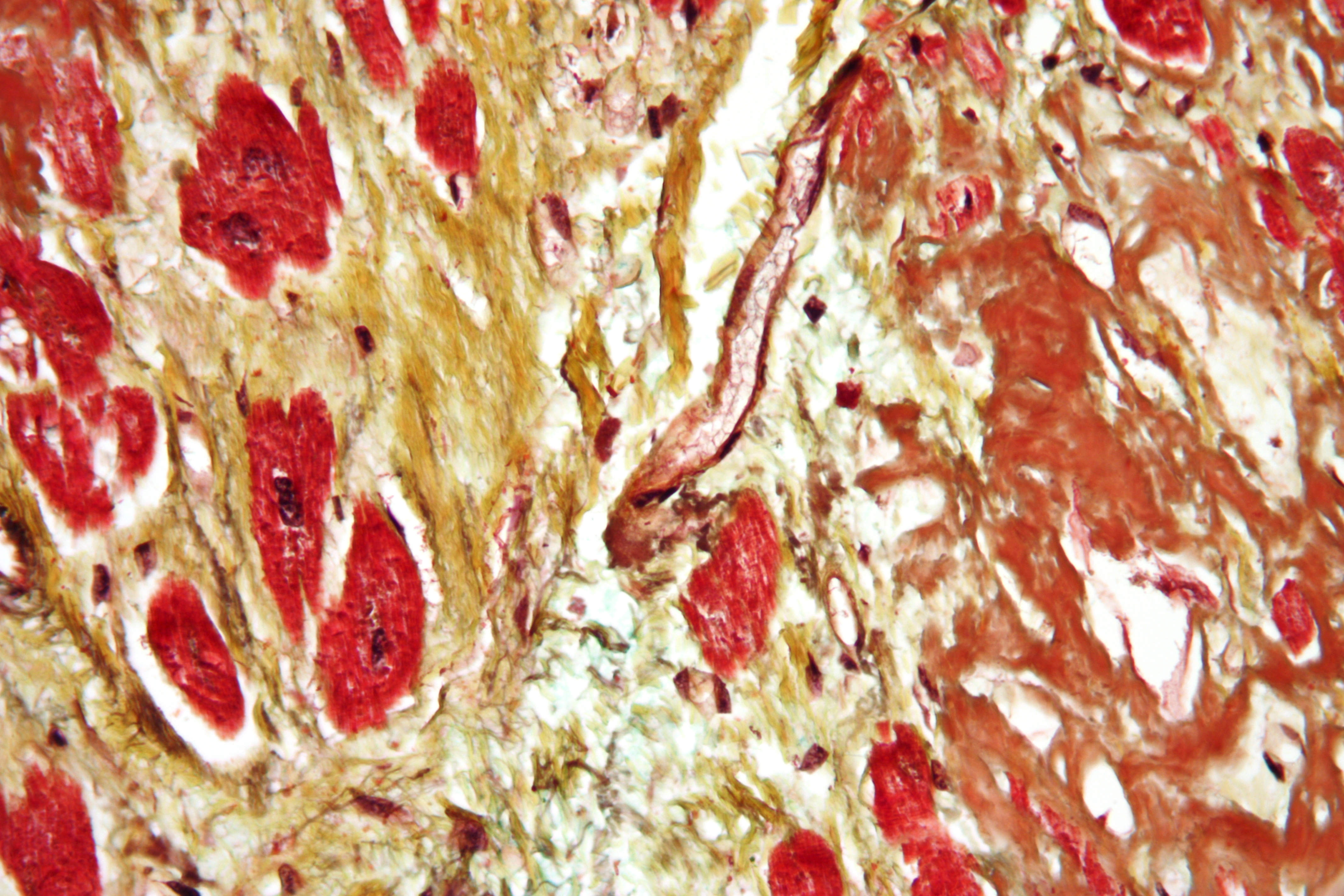
Fibrose cardiaque (en jaune à gauche).

La fibrose (synonyme de sclérose) survient à la suite d'une destruction substantielle des tissus ou lorsqu'une inflammation a lieu à un endroit où les tissus ne se régénèrent pas. L'exsudat (protéines plasmatiques ayant migré vers le milieu interstitiel lors de la réaction inflammatoire) n'est pas réabsorbé ou ne l'est pas suffisamment (par la lymphe) et s'agence avec le tissu conjonctif dans le milieu interstitiel.[réf. nécessaire]
Face à des dommages tissulaires majeurs, la cicatrisation est la seule issue.[réf. nécessaire]
Cependant  les fibroses deviennent des fibromes s'ils dépassent plus de 9 cm.

## Fibrose pulmonaire
Altération chronique et progressive du tissu pulmonaire (parenchyme) dont les alvéoles sont enserrées et étouffées par des fibres.

## Fibrose hépatique
Tissu fibreux se développant là où les cellules hépatiques ont été détruites.
Quand la fibrose s'étend, elle peut provoquer le développement d'une cirrhose.
Le diagnostic et l'évaluation du degré de la fibrose hépatique ont reposé chronologiquement sur l'autopsie, la clinique, la biologie hépatique de routine, la ponction-biopsie hépatique, l'échographie, des tests sanguins non invasifs de fibrose et enfin de l'élastométrie.
Voir aussi : Fibro-scan

## Fibrose rénale
La fibrose rénale est la conséquence d’une accumulation excessive de matrice extracellulaire dans le parenchyme rénal. Elle survient à la suite d'une lésion rénale, aiguë ou chronique, qui déstabilise un équilibre complexe entre cellules et protéines profibrosantes et antifibrosantes. Quelle que soit l’origine de l’agression tissulaire initiale, les lésions de fibrose s’aggravent de façon monomorphe, suggérant la mise en jeu d’un processus commun responsable de la progression de la maladie. Les mécanismes précis régulant l'apparition de la fibrose ne sont qu'incomplètement élucidés à ce jour et il n'existe pas, pour l'instant, de traitement efficace de la fibrose permettant le retour à un parenchyme rénal normalement fonctionnel une fois que la maladie est installée.

## Fibrose rétropéritonéale
La fibrose rétropéritonéale, ou maladie d'Ormond, est une maladie présentant une fibrose de l'espace situé derrière le péritoine, espace comprenant les reins, les uretères et l'aorte.  Les symptômes sont variés : lombalgies, obstructions urinaires…

## Fibrose musculaire
Lors de lésion profonde sur les muscles striés (destruction de la membrane basale et myoblaste) alors la régénération se fait à partir des tissus conjonctifs ce qui conduit à une fibrose.